# Дафф, Говард
Говард Грин Дафф (англ. Howard Green Duff; 24 ноября 1913 — 8 июля 1990) — американский актёр, карьера которого в кино, на радио, телевидении и в театре охватила четыре десятилетия.
«Мужественный, с волнистыми волосами, грубоватый красавчик с фирменными неухоженными бровями, которые добавляли его крепкой внешности волнующую нотку уязвимости, актёр Говард Дафф и его тогдашняя жена Айда Лупино были одной из ведущих голливудских пар золотой эпохи 1950-х годов».
«Талант Даффа впервые заявил о себе в 1946—1950 годах на радио в роли героя популярных романов Дэшила Хэмметта, энергичного частного сыщика Сэма Спейда, и в конечном итоге распространился на театр, кино и телевидение». «В этой роли он оставил настолько яркое впечатление, что когда он впервые сыграл в кино в фильме „Грубая сила“ (1947), в титрах картины было особо отмечено, что он „Сэм Спейд с радио“».
Жёсткий актёр второго плана и исполнитель крутых главных ролей, с конца 1940-х по конец 1950-х годов Дафф был звездой нескольких фильмов категории В, наиболее значимыми среди которых были фильмы нуар «Обнажённый город» (1948), «Все мои сыновья» (1948), «Джонни-стукач» (1949), «Женщина в бегах» (1950), «Вымогательство» (1950) и «Личный ад 36» (1954).
В 1970-е годы Дафф вернулся в кино в качестве характерного актёра, добившись успеха у критики с ролями вечно нетрезвого родственника в «Свадьбе» (1978) и адвоката Дастина Хоффмана в «Крамере против Крамера» (1979).
Наиболее значимыми работами Даффа в телесериалах были главные роли в ситкоме «Мистер Адамс и Ева» (1957—1958) и ироничной криминальной драме «Данте» (1960—1961), полицейском сериале «Отряд по раскрытию преступлений» (1966-69), а также характерные роли в прайм-тайм-сериалах «Фламинго-роуд» (1980—1982) и «Тихая пристань» (1984—1990).
«Несмотря на очевидное мастерство, Дафф никогда не оценивался как кинозвезда первого эшелона, его никогда не рассматривали ни на какие награды за его игру. Тем не менее Дафф был бесспорно сильным хорошим парнем и убедительным преступником, но, наверное, ему не хватало харизмы или профессиональных навыков, чтобы встать на один уровень с Бертом Ланкастером, Кирком Дугласом или Робертом Митчемом».

## Биография

### Первые годы жизни
Говард Дафф родился 24 ноября 1913 года в Бремертоне, штат Вашингтон. Он вырос в Сиэтле и его окрестностях, где учился в школе и занимался баскетболом. Именно в это время он стал играть в школьных пьесах, и в 1932 году после окончания школы стал изучать драматическое искусство, затем стал членом Репертуарного театра в Сиэтле. В 1941 году с началом Второй мировой войны он был призван на воинскую службу, прослужив до 1945 года в радиослужбе ВВС США.
После демобилизации Дафф вернулся к актёрской карьере. Его первым крупным успехом стала роль частного детектива Сэма Спейда в поставленном по книгам Дэшила Хэмметта радиосериале «Приключения Сэма Спейда» (1946-50), который транслировался сразу на трёх основных сетях ABC, CBS и NBC. «В конце концов, он ушёл из сериала, когда начал карьеру в кино, и в последнем сезоне 1950 года роль детектива взял на себя Стивен Данн».

### Кинокарьера в 1940-50-е годы
В 1947 году Дафф «очень удачно начал кинокарьеру на студии „Юнивёрсал“ с энергичного и нелицеприятного тюремного фильма нуар „Грубая сила“ (1947), в котором он обратил на себя внимание в роли несчастного сокамерника Берта Ланкастера, Чарльза Бикфорда и других. Довольно хорошо известный к тому времени по своей работе на радио, Дафф был указан в титрах фильма как „Сэм Спейд с радио“». За этим фильмом последовали не менее живая игра в полудокументальном полицейском фильме нуар «Обнажённый город» (1948) и напряжённой мрачной семейной драме Артура Миллера «Все мои сыновья» (1948) с участием Ланкастера и Эдварда Робинсона".
Среди работ, в которых «Дафф поднялся выше среднего уровня, были суровые главные роли в фильмах нуар „Джонни-стукач“ (1949), „Незаконное проникновение“ (1949), „Шантаж“ (1950), „Шпионская охота“ (1950) и „Женщина в бегах“ (1950). В последнем фильме он впервые сыграл вместе с Айдой Лупино. Он исполняет роль героя, который спасает Лупино от её мужа-убийцы (Стивен МакНэлли)».
В 1951 году Дафф женился на Лупино, которая в то время уже была звездой «Уорнер бразерс» и начала заниматься режиссурой. Лупино и Дафф сыграли вместе главные роли в четырёх крутых нуарах 1950-х годов — готическом «Дженнифер» (1953), полицейском «Личный ад 36» (1954), тюремном «Женская тюрьма» (1955) и газетном «Пока город спит» (1956).
После столь сильного начала у Даффа наступил период, когда «его фильмы более отличались своими развлекательными качествами и возбуждающим экшном, чем психологизмом. Среди них было несколько рутинных вестернов, в которых он играл с самыми очаровательными дамами Голливуда: „Красный каньон“ (1949) с Энн Блит, „Каламити Джейн и Сэм Басс“ (1949) с Ивонн де Карло и „Леди из Техаса“ (1951) с Моной Фриман».
Другими «более или менее проходными фильмами» Даффа были фантастический фильм «Космические пути» (1953), африканский приключенческий экшн «Танганьика» (1954), вестерн «Жёлтая гора» (1954), мелодрама «Пламя островов» (1956), действие которой происходит на Багамах, вестерны «Отчаянный Блэкджек Кетчем» (1956) (заглавная роль), «Разбитая звезда» (1956) и «Странник Сьерры» (1957).
В первой половине 1950-х годов Дафф также сыграл несколько ролей на сцене.

### Карьера на телевидении в 1950-60-е годы
С середины 1950-х годов Дафф нашёл себе не менее широкое применение на телевидении, став играть в эпизодах различных сериалов, таких как «Театр научной фантастики» (1955), «Видео театр „Люкс“» (1956) и «Кульминация!» (1954).
На телевидении «серьёзный образ Даффа смягчился до уровня ситкомовской буффонады, когда в 1957 году он стал играть на телевидении в сериале „Мистер Адамс и Ева“. Его партнёршей была тогдашняя жена Айда Лупино, а продюсером сериала — её предыдущий муж Коллье Янг». Дафф и Лупино играли общительную супружескую пару кинозвёзд, которых звали Говард Адамс и Ева Дрейк. «Многие сюжеты сериала, хотя и сильно преувеличенные для комического эффекта, как говорят, основывались на некотором опыте из их собственной реальной жизни».
В 1959 году Дафф сыграл Сэмюэля Клеменса, прибывшего на Запад молодого журналиста-сатирика и общественного активиста, в двух эпизодах популярного телесериала «Бонанза».
К концу 1950-х годов с разрушением студийной системы «поток предложений на роли в кино стал иссыхать», и 1960-е годы были для Даффа более плодотворными на телевидении, чем в кино. В 1960 году Дафф сыграл роль владельца ночного клуба с криминальным прошлым Вилли Данте в 26-серийном ироническом сериале «Данте» (1960), «который продержался менее сезона». Лупино поставила один из эпизодов сериала как режиссёр.
Дафф появлялся как гостевая звезда в таких прайм-тайм сериалах, как мистическая антология «Сумеречная зона» (1960), криминальный экшн «Правосудие Бёрка» (1963) и военный экшн «В бою» (1962). В 1964 году Дафф снялся в одном эпизоде психиатрической драмы «Одиннадцатый час», а в 1965 году — в эпизоде учительского сериала «Мистер Новак».
С сентября 1966 по январь 1969 года Дафф «в паре с красавцем-новичком Деннисом Коулом исполнил главную роль в 73 эпизодах сериала, который, вероятно, сегодня помнят больше всего — в полицейской драме „Отряд по раскрытию преступлений“, который снимался в Лос-Анджелесе и его окрестностях». В 1968 году Дафф поставил один из эпизодов этого сериала, а чуть ранее — семь эпизодов «слабого ситкома „Лагерь Ранэмак“ (1965-66)». Эти работы были единственным режиссёрским опытом Даффа. В 1968 году Дафф вместе с Лупино сыграл в одном из эпизодов телесериала «Бэтмен» (всего он появлялся в трёх эпизодах сериала).

### Карьера в кино и на телевидении в 1970-80-е годы
В 1970-80-е годы Дафф играл различные характерные роли как в кино, так и на телевидении. «Хотя значительная часть работы Даффа в 1970-80 годы была довольно стандартной, если не забывающейся, время от времени он показывал, насколько он был талантлив». К его лучшим киноработам этого периода относятся роль сексуально озабоченного, крепко пьющего родственника в чёрной комедии Роберта Олтмэна «Свадьба» (1978) и роль адвоката Дастина Хоффмана в оскароносной драме «Крамер против Крамера» (1979), а чуть позднее — роль сенатора в шпионском триллере «Нет выхода» (1987).
Дафф также появлялся в эпизодах таких популярных криминальных телесериалов, как «Мэнникс» (1973), «Шафт» (1973), «Полицейская история» (1973-77, 6 эпизодов) и «Досье детектива Рокфорда» (1977). В 1980 году сыграл частного сыщика Хэрригана в эпизоде четвёртого сезона «Ангелов Чарли», а в 1984 году — в сериале «Она написала убийство».
В 1980—1982 годах Дафф удачно сыграл роль коррумпированного шерифа Титуса Темпла в 38-серийной мыльной опере «Фламинго-роуд», действие которого происходит в маленьком городке во Флориде. В сезоне 1984—1985 годов Дафф проработал в 11 эпизодах мыльной оперы «Тихая пристань», успешного ответвления от знаменитого сериала «Даллас». В 1988 году Дафф был капитаном Томасом Магнумом, дедом главного героя Томаса Магнума (которого сыграл Том Селлек), в двух эпизодах телесериала «Частный сыщик Магнум», а также сыграл в двух эпизодах популярной мыльной оперы «Даллас».

### Личная жизнь
В 1940-е годы у Даффа были «романы с некоторыми из самых великолепных кинозвёзд, включая Аву Гарднер и Глорию ДеХэйвен».
В 1951 году он женился на Айде Лупино, и на протяжении многих лет их связывали не только супружеские, но и самые тесные профессиональные контакты. Они вместе сыграли главные роли в таких фильмах, как «Женщина в бегах» (1950), «Дженнифер» (1953), «Частный ад 36» (1954), «Женская тюрьма» (1955) и «Пока город спит» (1956), в телесериале «Мистер Адамс и Ева» (1957—1958) и в эпизодах ряда других сериалов. В 1952 году у пары родилась дочь Бриджет Дафф. В 1966 году после 15 лет совместной жизни брак Даффа с Лупино распался, и они стали жить раздельно, хотя официально развелись только в 1984 году. Дафф позднее женился на Джуди Дженкинсон, с которой прожил до своей смерти.
На протяжении всей жизни Дафф был активным членом Демократической партии. В начале 1950-х годов за свои политические взгляды он был включён в составленный сторонниками маккартизма список Red Channels, включающий лиц, сотрудничающих с коммунистами.
Дафф умер 8 июля 1990 года от сердечного приступа в возрасте 76 лет в Санта-Барбаре, Калифорния.

## Фильмография
| Год        | Русское название                       | Оригинальное название                  | Примечание               | Роль                            |
| ---------- | -------------------------------------- | -------------------------------------- | ------------------------ | ------------------------------- |
| 1947       | Грубая сила                            | Brute Force                            |                          | Роберт «Солдат» Беккер          |
| 1948       | Все мои сыновья                        | All My Sons                            |                          | Джордж Дивер                    |
| 1948       | Обнажённый город                       | The Naked City                         |                          | Фрэнк Найлз                     |
| 1949       | Джонни-стукач                          | Johnny Stool Pigeon                    |                          | Джордж Мортон                   |
| 1949       | Каламити Джейн и Сэм Басс              | Calamity Jane and Sam Bass             |                          | Сэм Басс                        |
| 1949       | Незаконное проникновение               | Illegal Entry                          |                          | Берт Пауэрс                     |
| 1949       | Красный каньон                         | Red Canyon                             |                          | Лин Слоун                       |
| 1950       | Вымогательство                         | Shakedown                              |                          | Джек Эрли                       |
| 1950       | Шпионская охота                        | Spy Hunt                               |                          | Стив Куэйн                      |
| 1950       | Женщина в бегах                        | Woman in Hiding                        |                          | Кит Рэмзи                       |
| 1951       | Леди из Техаса                         | The Lady from Texas                    |                          | Дэн Мэйсон                      |
| 1952       | Космические пути                       | Spaceways                              |                          | Доктор Стивен Митчелл           |
| 1952       | Модельное агентство                    | Models Inc.                            |                          | Ленни Стоун                     |
| 1952       | Стальной город                         | Steel Town                             |                          | Джим Денко                      |
| 1953       | Дженнифер                              | Jennifer                               |                          | Джим Холлис                     |
| 1953       | Рёв толпы                              | Roar of the Crowd                      |                          | Джонни Трейси                   |
| 1953-1956  | Телевизионный театр «Форд»             | The Ford Television Theatre            | Телесериал (3 эпизода)   |                                 |
| 1954       | Жёлтая гора                            | The Yellow Mountain                    |                          | Пит Менло                       |
| 1954       | Личный ад 36                           | Private Hell 36                        |                          | Джек Фэрнем                     |
| 1954       | Танганьика                             | Tanganyika                             |                          | Дэн Хардер МакКрэкен            |
| 1954       | Свистун                                | The Whistler                           | Телесериал (1 эпизод)    | Эрни Мэдден                     |
| 1954       | Звездный театр «Шлитц»                 | Schlitz Playhouse of Stars             | Телесериал (1 эпизод)    |                                 |
| 1955       | Женская тюрьма                         | Women’s Prison                         |                          | Доктор Крейн                    |
| 1955       | Театр научной фантастики               | Science Fiction Theatre                | Телесериал (1 эпизод)    | Доктор Том Мэтьюз               |
| 1955-1956  | Кульминация                            | Climax!                                | Телесериал (2 эпизода)   |                                 |
| 1955-1956  | Звезда и история                       | The Star and the Story                 | Телесериал (3 эпизода)   |                                 |
| 1956       | Разбитая звезда                        | The Broken Star                        |                          | Заместитель маршала Фрэнк Смид  |
| 1956       | Пока город спит                        | While the City Sleeps                  |                          | Лейтенант Бёрт Кауфман          |
| 1956       | Отчаянный Блэкджек Кетчем              | Blackjack Ketchum, Desperado           |                          | Том «Блэкджек» Кетчем           |
| 1956       | Пламя островов                         | Flame of the Islands                   |                          | Даг Дьюриа                      |
| 1956       | Перекрёстки                            | Crossroads                             | Телесериал (1 эпизод)    |                                 |
| 1956       | Студия 57                              | Studio 57                              | Телесериал (1 эпизод)    | Мэтт                            |
| 1956       | Зал звёзд «Шеврон»                     | Chevron Hall of Stars                  | Телесериал (1 эпизод)    |                                 |
| 1956       | Видео театр «Люкс»                     | Lux Video Theatre                      | Телесериал (1 эпизод)    | Джим                            |
| 1956       | Театр знаменитостей                    | Celebrity Playhouse                    | Телесериал (1 эпизод)    |                                 |
| 1957       | Незнакомец в Сиерре                    | Sierra Stranger                        |                          | Джесс Коллинз                   |
| 1957-1958  | Мистер Адамс и Ева                     | Mr. Adams and Eve                      | Телесериал (66 эпизодов) | Говард Адамс                    |
| 1958       | Подростковый идол                      | Teenage Idol                           | Телефильм                |                                 |
| 1959       | Бонанза                                | Bonanza                                | Телесериал (2 эпизода)   | Сэмюэл Клеменс / Марк Твен      |
| 1959       | Театр «Алкоа»                          | Alcoa Theatre                          | Телесериал (1 эпизод)    | Джо Кейн                        |
| 1960       | Сумеречная зона                        | The Twilight Zone                      | Телесериал (1 эпизод)    | Артур Кёртис / Джерри Риган     |
| 1961-1962  | Данте                                  | Dante                                  | Телесериал (26 эпизодов) | Вилли Данте                     |
| 1962       | Мальчики отправляются гулять           | Boys' Night Out                        |                          | Даг Джексон                     |
| 1962       | Война богов Вавилона                   | Le sette folgori di Assur              |                          | Сарданаполо                     |
| 1962       | Автобусная остановка                   | Bus Stop                               | Телесериал (1 эпизод)    | Стив Мэртик                     |
| 1962       | В бою                                  | Combat!                                | Телесериал (1 эпизод)    | Полковник Хоуби Джебко          |
| 1962       | Час Альфреда Хичкока                   | The Alfred Hitchcock Hour              | Телесериал (1 эпизод)    | Питер Хардинг                   |
| 1963       | Сэм Бенедикт                           | Sam Benedict                           | Телесериал (1 эпизод)    | Грегори Тайлер                  |
| 1963       | Арест и суд                            | Arrest and Trial                       | Телесериал (1 эпизод)    | Роберт Форбс                    |
| 1963-1964  | Правосудие Бёрка                       | Burke’s Law                            | Телесериал (2 эпизода)   |                                 |
| 1963,1971  | Виргинец                               | The Virginian                          | Телесериал (2 эпизода)   | Эд Фрейзер                      |
| 1964       | Калхоун: окружной агент                | Calhoun: County Agent                  | Телефильм                | Сид Рейнер                      |
| 1964       | Одиннадцатый час                       | The Eleventh Hour                      | Телесериал (1 эпизод)    | Гарольд Бейкер                  |
| 1964       | Боб Хоуп представляет Театр «Крайслер» | Bob Hope Presents the Chrysler Theatre | Телесериал (1 эпизод)    | Лео                             |
| 1965       | Жулики                                 | The Rogues                             | Телесериал (1 эпизод)    | Джи. Картер Хантингтон          |
| 1965       | Мистер Новак                           | Mr. Novak                              | Телесериал (1 эпизод)    | Джо Стиллман                    |
| 1966       | Я — шпион                              | I Spy                                  | Телесериал (1 эпизод)    | Шон                             |
| 1966-1968  | Бэтмен                                 | Batman                                 | Телесериал (3 эпизода)   |                                 |
| 1966-1969  | Отряд по раскрытию преступлений        | Felony Squad                           | Телесериал (73 эпизода)  | Детектив, сержант Сэм Стоун     |
| 1967-1969  | Интуиция                               | Insight                                | Телесериал (2 эпизода)   | Шеф Гарри Деккен                |
| 1968       | Паника в городе                        | Panic in the City                      |                          | Дейв Померой                    |
| 1969       | Окружной прокурор: первое убийство     | D.A.: Murder One                       | Телефильм                | Линн Д. Комптон                 |
| 1969       | Отважные: новые врачи                  | The Bold Ones: The New Doctors         | Телесериал (1 эпизод)    | Генри Спейзер                   |
| 1969       | Защитник Джадд                         | Judd for the Defense                   | Телесериал (1 эпизод)    | Детектив, сержант Сэм Стоун     |
| 1970       | Бессмертный                            | The Immortal                           | Телесериал (1 эпизод)    | Артур Камерон                   |
| 1970       | Название игры                          | The Name of the Game                   | Телесериал (1 эпизод)    | Уолли Кук                       |
| 1971       | Маленькая игра                         | A Little Game                          | Телефильм                | Данлэп                          |
| 1971       | В поисках Америки                      | In Search of America                   | Телефильм                | Рэй Чендлер                     |
| 1971       | Прозвища Смит и Джонс                  | Alias Smith and Jones                  | Телесериал (1 эпизод)    | Джордж Фендлер                  |
| 1971-1973  | Ограбление                             | The Heist                              | Телефильм                | Лейтенант Николсон              |
| 1972       | Ночная галерея                         | Night Gallery                          | Телесериал (1 эпизод)    | Артур Портер                    |
| 1972       | Медицинский центр                      | Medical Center                         | Телесериал (1 эпизод)    | Мэтт МакКиннон                  |
| 1973       | Схваченный                             | Snatched                               | Телефильм                | Данкан Вуд                      |
| 1973       | Поиск                                  | Search                                 | Телесериал (1 эпизод)    | Доктор Джеймисон                |
| 1973       | Мэнникс                                | Mannix                                 | Телесериал (1 эпизод)    | Шеф Гарри Деккен                |
| 1973       | Фарадэй и компания                     | Faraday and Company                    | Телесериал (1 эпизод)    | Кларк Сэнфорд                   |
| 1973       | Шафт                                   | Shaft                                  | Телесериал (1 эпизод)    | Том Оливер                      |
| 1973       | Отряд «Стиляги»                        | The Mod Squad                          | Телесериал (1 эпизод)    | Уолтер Грэм                     |
| 1973-1977  | Полицейская история                    | Police Story                           | Телесериал (6 эпизодов)  |                                 |
| 1974       | Кунг-фу                                | Kung Fu                                | Телесериал (2 эпизода)   |                                 |
| 1975       | Медицинская история                    | Medical Story                          | Телесериал (1 эпизод)    | Роджер Грэм                     |
| 1976       | В поисках приключений                  | The Quest                              | Телесериал (1 эпизод)    |                                 |
| 1976       | Эллери Куин                            | Ellery Queen                           | Телесериал (1 эпизод)    | Эдди Морган                     |
| 1976       | Улицы Сан-Франциско                    | The Streets of San Francisco           | Телесериал (1 эпизод)    | Ларри Доббс                     |
| 1977       | Позднее шоу                            | The Late Show                          |                          | Гарри Риган                     |
| 1977       | Обвинение против женщины               | In the Glitter Palace                  | Телефильм                | Реймонд Доусон Трэверс          |
| 1977       | Раввин Лэнигэна                        | Lanigan’s Rabbi                        | Телесериал (1 эпизод)    | Сайрус Холлистер                |
| 1977       | Досье детектива Рокфорда               | The Rockford Files                     | Телесериал (1 эпизод)    | Эдвард Джей Маркс               |
| 1978       | Свадьба                                | A Wedding                              |                          | Доктор Жюль Мичем               |
| 1978       | Побитые                                | Battered                               | Телефильм                | Билл Томпсон                    |
| 1978       | Подъёмник к смерти                     | Ski Lift to Death                      | Телефильм                | Бен Форбс                       |
| 1978       | Актёр                                  | Actor                                  | Телефильм                |                                 |
| 1978       | Обман                                  | Switch                                 | Телесериал (1 эпизод)    | Айра Ларкин                     |
| 1978       | Остров фантазий                        | Fantasy Island                         | Телесериал (1 эпизод)    | Даглас Шейн                     |
| 1978       | Братья Харди и Нэнси Дрю               | The Hardy Boys/Nancy Drew Mysteries    | Телесериал (1 эпизод)    | Лейтенант Мартинэлл             |
| 1979       | Крамер против Крамера                  | Kramer vs. Kramer                      |                          | Джон Шонесси                    |
| 1979       | Лу Грант                               | Lou Grant                              | Телесериал (1 эпизод)    | Дикий Моран                     |
| 1979-1980  | Молодой Мэверик                        | Young Maverick                         | Телесериал (2 эпизода)   | Херман Раск                     |
| 1980       | О, Боже! Книга 2                       | Oh, God! Book II                       |                          | Доктор Бенджамин Чарльз Уитли   |
| 1980       | Торговцы снами                         | The Dream Merchants                    | Телефильм                | Чарльз Слейд                    |
| 1980       | Магия Валентины на острове любви       | Valentine Magic on Love Island         | Телефильм                | А. Джей. Морган                 |
| 1980       | Ангелы Чарли                           | Charlie’s Angels                       | Телесериал (1 эпизод)    | Хэрриган                        |
| 1980-1982  | Фламинго-роуд                          | Flamingo Road                          | Телесериал (38 эпизодов) | Шериф Титус Семпл               |
| 1981       | Двойной негатив                        | Double Negative                        |                          | Лестер Харлен                   |
| 1981       | К востоку от рая                       | East of Eden                           | Мини-сериал              | Жюль Эдвардс                    |
| 1982       | Дикие женщины Чэстити Галч             | The Wild Women of Chastity Gulch       | Телефильм                | Полковник Сэмюэл Айзекс         |
| 1982       | Лили в президенты?                     | Lily for President?                    | Телефильм                | Генерал                         |
| 1982       | Лодка любви                            | The Love Boat                          | Телесериал (1 эпизод)    | Глен Лиситер                    |
| 1983       | Девушка на прокат                      | This Girl for Hire                     | Телефильм                | Волф Макреди                    |
| 1983       | Сент-Элсвер                            | St. Elsewhere                          | Телесериал (1 эпизод)    | Херби                           |
| 1984       | Она написала убийство                  | Murder, She Wrote                      | Телесериал (1 эпизод)    | Ральф                           |
| 1984-1985  | Отель                                  | Hotel                                  | Телесериал (2 эпизода)   |                                 |
| 1984-1990  | Тихая пристань                         | Knots Landing                          | Телесериал (11 эпизодов) | Пол Гэлвестон                   |
| 1985       | Любовь в бегах                         | Love on the Run                        | Телефильм                | Лайонел Рокленд                 |
| 1985       | Детектив в доме                        | Detective in the House                 | Телесериал (2 эпизода)   |                                 |
| 1985- 1987 | Пугало и миссис Кинг                   | Scarecrow and Mrs. King                | Телесериал (2 эпизода)   | Капитан Гарри В. Торнтон        |
| 1986       | Монстр в шкафу                         | Monster in the Closet                  |                          | Отец Финнеган                   |
| 1987       | Нет выхода                             | No Way Out                             |                          | Сенатор Дювалл                  |
| 1987       | Розы для богатых                       | Roses Are for the Rich                 | Телефильм                | Дентон                          |
| 1987       | Оборотень                              | Werewolf                               | Телесериал (1 эпизод)    | Уилл «Большой папа» Фрейзер     |
| 1988       | Война и воспоминание                   | War and Remembrance                    | Мини-сериал              | Уильям Таттл                    |
| 1988       | Даллас                                 | Dallas                                 | Телесериал (2 эпизода)   | Сенатор Генри Харрисон О’Делл   |
| 1988       | Частный детектив Магнум                | Magnum, P.I.                           | Телесериал (2 эпизода)   | Капитан Томас Салливэн Магнум I |
| 1988       | Саймон и Саймон                        | Simon & Simon                          | Телесериал (1 эпизод)    | Детектив Тревис                 |
| 1988       | Сын острова                            | Island Son                             | Телесериал (1 эпизод)    |                                 |
| 1989       | Счёты                                  | Settle the Score                       | Телефильм                | Сай Уэйтли                      |
| 1990       | Слишком много солнца                   | Too Much Sun                           |                          | О. М.                           |
| 1990       | Звонящий в полночь                     | Midnight Caller                        | Телесериал (2 эпизода)   | Монтгомери Карсон               |
| 1990       | Золотые девочки                        | The Golden Girls                       | Телесериал (1 эпизод)    | Манджакавалло                   |